# 方钠石
方钠石（英語：Sodalite），俗稱蓝纹石、蘇打石，為一種網矽酸鹽礦物，被廣泛作為裝飾用的寶石。儘管塊狀的方钠石大多呈現不透明，但是晶體通常是透明到半透明的。和藍方石、黝方石、青金石、鈹方鈉石同屬方鈉石礦物群。

方钠石於1811年在格陵蘭的Ilimaussaq入侵雜岩中被發現，但是方钠石都未被視為是重要的裝飾材料，直到1981年在加拿大安大略有良好的晶體被發現後才開始受到重視。

## 性質

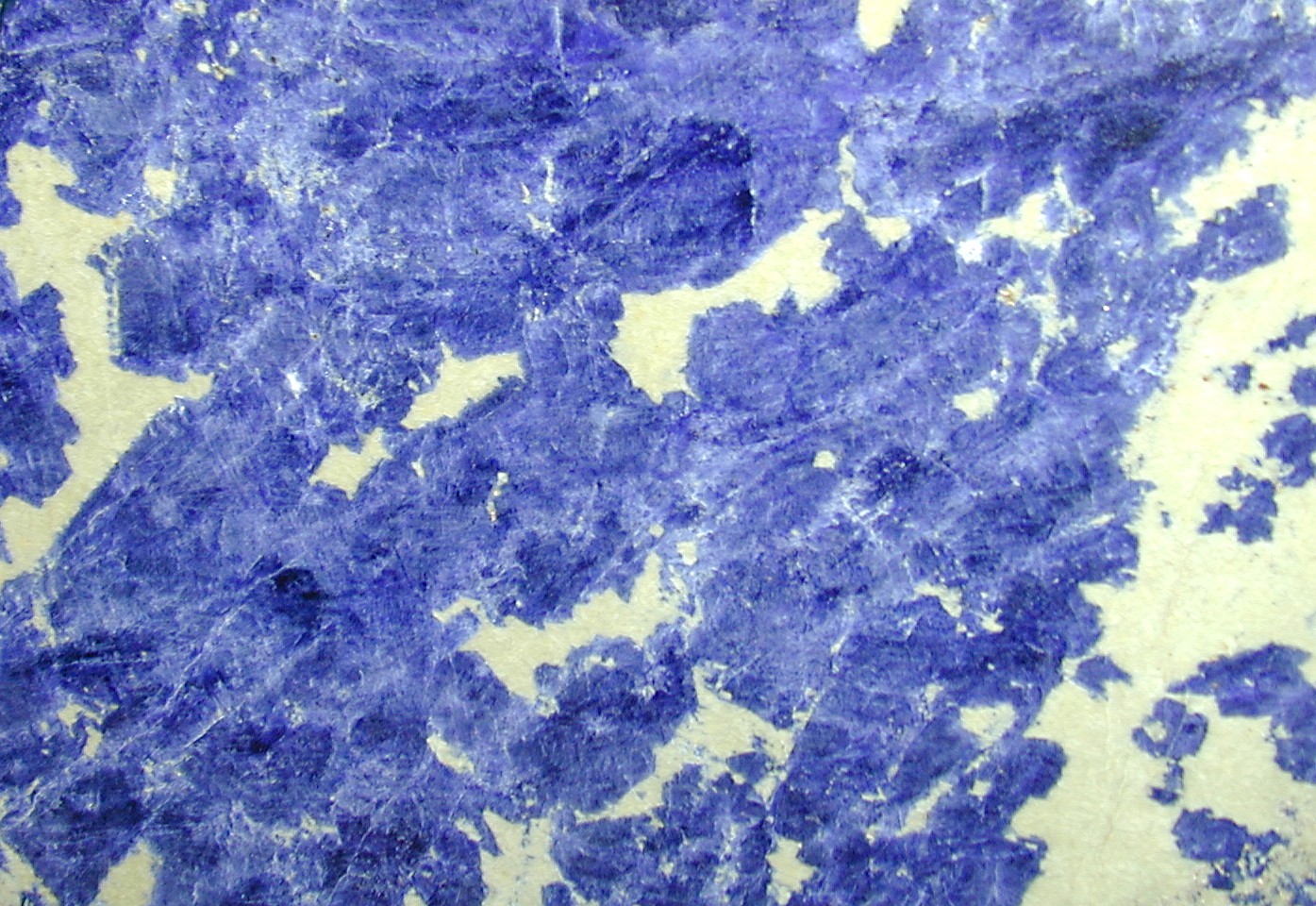
產在玻利維亞偉晶花崗岩中的方钠石(石頭拋光面)

方钠石為相對堅硬但易脆的礦物，而其蘇打石名稱來源是因為成分含有钠。在礦物學中方鈉石被歸類為似长石礦物，而在顏色上藍色的方钠石較為人知，不過也有其他顏色的方钠石，如灰、黃、綠、粉紅等顏色。
即使藍色方钠石外觀和青金石相似，但是方钠石很少跟黃鐵礦共生，顏色上偏向皇室藍，而非群青色，再者也可以透過條痕的顏色不同來做區分。